# مفلوک‌سر
مفلوک‌سر (نام علمی: Tapinocephalus) نام یک سرده از شاخه طنابداران است.